# Augusta Braxton Baker
Augusta Braxton Baker (1 d'abril de 1911 a Baltimore, Maryland – 23 de febrer de 1998) fou una bibliotecària, narradora i escriptora negra estatunidenca famosa per les seves contribucions a la literatura infantil.

## Vida i Formació
Augusta Braxton Baker va néixer l'1 d'abril de 1911 a Baltimore, Maryland. Els seus pares foren mestres d'escola i van fer que ella estimés la lectura. Durant el dia mentre els seus pares treballaven, la seva àvia, Augusta Fax la cuidava i li explicava històries. Baker va recordar aquestes històries al llarg de tota la seva vida. Ja sabia llegir abans de començar a estudiar a l'escola d'educació primària segregada racialment a la que va acudir. Als setze anys es va graduar en secundària. A partir d'aquell moment va entrar a estudiar a la Universitat de Pittsburg, a on va conèixer el seu marit, James Baker.
La parella va anar a viure a Nova York, on Baker va estudiar a l'Albany Teacher's College (avui Universitat Estatal de Nova York a Albany), on es va trobar amb problemes racials. La dona del governador de Nova York, Franklin Roosevelt, Eleanor, va mediar a favor de Baker. Tot i que la universitat es negava a acceptar estudiants negres, no es van voler oposar a la dona del governador i la van admetre. A allà va canviar la seva carrera degut a que va descobrir que estimava els llibres, però que no volia ensenyar. El 1933 va obtenir un grau universitari en educació i el 1934 es va obtenir un màster en biblioteconomia. Va esdevenir en la primera afroamericana que va obtenir un màster en biblioteconomia d'aquesta universitat..

## Carrera professional
Després de graduarse va treballar com a professora fins que el 1937 va obtenir la plaça de bibliotecària infantil a la biblioteca pública de Harlem, Nova York.
Des del 1939 va començar a recollir els llibres infantils que tractaven els negres com a persones més que bufons servils, que parlaven en dialectes rudes i altres estereotips similars. Aquesta col·lecció, fundada per Baker és la Col·lecció de Llibres Infantils Memorial James Weldon Johnson i està formada per bibliografies de llibres de i sobre nens negres. A partir d'aquest moment, Baker a part va encoratjar a escriptors, il·lustradors, editors i biblioteques que tractessin els negres des d'un punt de vista favorable.
El 1953, va ser nomenada especialista en narració i coordinadora assistent dels serveis dels nens. Poc després va esdevenir la primera negra que va adquirir una posició administrativa en una biblioteca pública de Nova York quan va esdevenir coordinadora dels serveis infantils. A més a més durant aquesta època també va arribar a ser presidenta de la divisió de serveis als nens de l'Associació de Biblioteques Americanes. També va presidir el comitè que atorgava la Medalla Newbery i la Medalla Caldecott. A més a més, Baker va influencionar a molts escriptors i il·lustradors de literatura infantil com Maurice Sendak, Madeleine L'Engle, Ezra Jack Keats i John Steptoe iva treballar com a assessora per la nova sèrie de televisió infantil Sesame Street.
Dins 1946, va publicar una extensa bibliografia de llibres infantils sobre els negres titulada "Books about Negro Life for Children." El 1971 aquesta es va retitular com The Black Experience in Children's Books.
El 1974, Baker es va retirar de la Biblioteca Pública de Nova York. Tanmateix, el 1980, va tornar a treballar com a narradora resident a la Universitat de Carolina del Sud.. Va quedar allà fins a la seva segona jubilació dins 1994. Va romandre en aquest càrrec fins que el 1994 es va retirar per segona vegada. El 1987 va escriure amb Ellin Green el llibre Storytelling: Art and Technique.

## Mort i llegat
Baker va morir el 23 de febrer de 1998 després d'una llarga malaltia. El seu legacy és viu fins a l'actualitat sobretot pel festival de narració anual "Baker's Dozen: A Celebration of Stories". Patrocinat per la Facultat de Biblioteconomia i Ciències de la Informació de la Universitat de Carolina del Sud, aquest festival es va iniciar el 1987 i encara se celebra a l'actualitat.
El seu llegat també continua a través de la Col·lecció Augusta Baker de Llibres Infantils i Folklore que hi ha a Universitat de Carolina del Sud. Aquesta col·lecció, donada pel seu fill James H. Baker III té més de 1600 llibres infantils, a més de materials personals com papers, il·lustracions i antologies d'històries que Baker havia utilitzat durant la seva carrera.

## Premis i honors
- Primera destinatària del Premi E.P. Dutton-John Macrae(1953)[2]
- Premi de Medalla de la Parents Magazine (1966)
- ALA Grolier Premi (1968)
- Premi Constance Lindsay Skinner de la Women's National Book Association (1971)
- Premi Clarence Day (1975)
- Membre honorària de la American Library Association (1975)[10]
- Doctor honoris causa de la Universitat St. Johns (1980)
- Medalla Regina de la Catholic Library Association (1981)[3][11]
- Doctorat honoris causa a la Universitat de Carolina del Sud (1986)[12]
- Segon destinatari del premi ALSC (Association for Library Service to Children) del Distinguished Service (1993)[13]